# Liste der Baudenkmäler in Margreid
Die Liste der Baudenkmäler in Margreid (italienisch Magrè) enthält die 25 als Baudenkmäler ausgewiesenen Objekte auf dem Gebiet der Gemeinde Margreid in Südtirol.
Basis ist das im Internet einsehbare offizielle Verzeichnis der Baudenkmäler in Südtirol. Dabei kann es sich beispielsweise um Sakralbauten, Wohnhäuser, Bauernhöfe und Adelsansitze handeln. Die Reihenfolge in dieser Liste orientiert sich an der Bezeichnung, alternativ ist sie auch nach der Adresse oder dem Datum der Unterschutzstellung sortierbar.

## Liste
| Foto |                 | Bezeichnung                                                      | Standort                                             | Eintragung                   | Beschreibung                  | Metadaten                                                                  |
| ---- | --------------- | ---------------------------------------------------------------- | ---------------------------------------------------- | ---------------------------- | ----------------------------- | -------------------------------------------------------------------------- |
| ja   | Datei hochladen | Auf der Hofstatt mit Bartholomäuskapelle ID: 15835               | 46° 16′ 16″ N, 11° 9′ 56″ O                          | 10. Dez. 1976 (BLR-LAB 7884) | Ansitz                        | KG: Unterfennberg Bauparzelle: 5/1, 6, 7                                   |
| ja   | Datei hochladen | Benefiziatenhaus ID: 15842                                       | Unterfennberg 4 46° 16′ 15″ N, 11° 11′ 39″ O         | 10. Dez. 1976 (BLR-LAB 7884) | Ländliches Wohnhaus/Bauernhof | KG: Unterfennberg Bauparzelle: 40                                          |
| ja   | Datei hochladen | Brunner ID: 15828                                                | 46° 17′ 15″ N, 11° 12′ 43″ O                         | 14. Sep. 1949 (MD)           | Ansitz                        | KG: Margreid Bauparzelle: 31                                               |
| ja   | Datei hochladen | Gasthaus zur Kirche ID: 15839                                    | Unterfennberg 18 46° 16′ 21″ N, 11° 10′ 54″ O        | 10. Dez. 1976 (BLR-LAB 7884) | Gasthaus                      | KG: Unterfennberg Bauparzelle: 26                                          |
| ja   | Datei hochladen | Hasler ID: 15841                                                 | 46° 15′ 52″ N, 11° 11′ 5″ O                          | 10. Dez. 1976 (BLR-LAB 7884) | Ländliches Wohnhaus/Bauernhof | KG: Unterfennberg Bauparzelle: 31, 32, 33                                  |
| ja   | Datei hochladen | Hirschprunn ID: 18062                                            | St.-Gertraud-Platz 12 46° 17′ 13″ N, 11° 12′ 34″ O   | 10. Dez. 1976 (BLR-LAB 7884) | Ansitz                        | KG: Margreid Bauparzelle: 15, 16 Grundparzelle: 3/1                        |
| ja   | Datei hochladen | Hof unterm Berg ID: 15837                                        | Unterfennberg 21 46° 16′ 23″ N, 11° 10′ 41″ O        | 10. Dez. 1976 (BLR-LAB 7884) | Ländliches Wohnhaus/Bauernhof | KG: Unterfennberg Bauparzelle: 19, 20                                      |
| ja   | Datei hochladen | Josef-Alberti-Straße 13 ID: 15831                                | Josef-Alberti-Straße 13 46° 17′ 14″ N, 11° 12′ 31″ O | 14. Sep. 1949 (MD)           | Ländliches Wohnhaus/Bauernhof | KG: Margreid Bauparzelle: 51                                               |
| ja   | Datei hochladen | Josef-Alberti-Straße 21 ID: 15834                                | Josef-Alberti-Straße 21 46° 17′ 15″ N, 11° 12′ 32″ O | 14. Sep. 1949 (MD)           | Ländliches Wohnhaus/Bauernhof | KG: Margreid Bauparzelle: 63                                               |
| ja   | Datei hochladen | Kellerhof mit Annakapelle ID: 15836                              | Unterfennberg 24 46° 16′ 13″ N, 11° 10′ 24″ O        | 10. Dez. 1976 (BLR-LAB 7884) | Ländliches Wohnhaus/Bauernhof | KG: Unterfennberg Bauparzelle: 14, 15                                      |
| ja   | Datei hochladen | Königsegg ID: 15832                                              | Josef-Alberti-Straße 11 46° 17′ 13″ N, 11° 12′ 31″ O | 14. Sep. 1949 (MD)           | Ansitz                        | KG: Margreid Bauparzelle: 52/1, 52/2                                       |
| ja   | Datei hochladen | Lindenhof ID: 15843                                              | Unterfennberg 5 46° 16′ 12″ N, 11° 11′ 39″ O         | 10. Dez. 1976 (BLR-LAB 7884) | Ländliches Wohnhaus/Bauernhof | KG: Unterfennberg Bauparzelle: 39                                          |
| ja   | Datei hochladen | Maria Schnee in Putzwald ID: 15844                               | Unterfennberg 2 46° 16′ 18″ N, 11° 11′ 38″ O         | 10. Dez. 1976 (BLR-LAB 7884) | Kapelle                       | KG: Unterfennberg Bauparzelle: 42                                          |
| ja   | Datei hochladen | Marienkapelle ID: 15827                                          | 46° 17′ 14″ N, 11° 12′ 45″ O                         | 10. Dez. 1976 (BLR-LAB 7884) | Kapelle                       | KG: Margreid Bauparzelle: 28                                               |
| BW   | Datei hochladen | Pfarrgasse 1-5 ID: 50148                                         | Pfarrgasse 1-5 46° 17′ 13″ N, 11° 12′ 33″ O          | 11. Sep. 2000 (BLR-LAB 3346) | Ansitz                        | KG: Margreid Bauparzelle: 14                                               |
| ja   | Datei hochladen | Pfarrgasse 10-14 ID: 15825                                       | Pfarrgasse 10-14 46° 17′ 12″ N, 11° 12′ 31″ O        | 14. Sep. 1949 (MD)           | Ländliches Wohnhaus/Bauernhof | KG: Margreid Bauparzelle: 10/1, 10/2, 10/3, 11/1                           |
| ja   | Datei hochladen | Pfarrgasse 16 ID: 15824                                          | Pfarrgasse 16 46° 17′ 11″ N, 11° 12′ 31″ O           | 14. Sep. 1949 (MD)           | Ländliches Wohnhaus/Bauernhof | KG: Margreid Bauparzelle: 9/1, 9/2, 9/3, 9/4                               |
| ja   | Datei hochladen | Pfarrkirche St. Gertraud mit Turm und Friedhof ID: 15823         | 46° 17′ 9″ N, 11° 12′ 32″ O                          | 10. Dez. 1976 (BLR-LAB 7884) | Kirche                        | KG: Margreid Bauparzelle: 5, 7/1                                           |
| ja   | Datei hochladen | Pfarrkirche St. Leonhard mit Friedhof in Unterfennberg ID: 15838 | 46° 16′ 23″ N, 11° 10′ 48″ O                         | 10. Dez. 1976 (BLR-LAB 7884) | Kirche                        | KG: Unterfennberg Bauparzelle: 21 Grundparzelle: 126                       |
| ja   | Datei hochladen | Pfarrwidum ID: 15822                                             | 46° 17′ 8″ N, 11° 12′ 32″ O                          | (Err:502)                    | Widum/Kanonikerhaus           | KG: Margreid Bauparzelle: 1/2                                              |
| ja   | Datei hochladen | Rathaus ID: 15826                                                | 46° 17′ 12″ N, 11° 12′ 32″ O                         | 10. Dez. 1976 (BLR-LAB 7884) | Ländliches Wohnhaus/Bauernhof | KG: Margreid Bauparzelle: 12/1 Grundparzelle: 6                            |
| ja   | Datei hochladen | Salvadori mit Garten ID: 15829                                   | 46° 17′ 16″ N, 11° 12′ 38″ O                         | 14. Sep. 1949 (MD)           | Ansitz                        | KG: Margreid Bauparzelle: 33/1, 33/3, 34/1, 34/2, 38/1 Grundparzelle: 33/1 |
| ja   | Datei hochladen | St.-Gertraud-Platz 3 ID: 15830                                   | St.-Gertraud-Platz 3 46° 17′ 15″ N, 11° 12′ 34″ O    | 14. Sep. 1949 (MD)           | Ländliches Wohnhaus/Bauernhof | KG: Margreid Bauparzelle: 49/1                                             |
| ja   | Datei hochladen | Stetten ID: 15833                                                | Josef-Alberti-Straße 17 46° 17′ 14″ N, 11° 12′ 31″ O | 10. Dez. 1976 (BLR-LAB 7884) | Ansitz                        | KG: Margreid Bauparzelle: 59/1                                             |
| ja   | Datei hochladen | Widum ID: 15840                                                  | Unterfennberg 18A 46° 16′ 20″ N, 11° 10′ 53″ O       | 10. Dez. 1976 (BLR-LAB 7884) | Widum/Kanonikerhaus           | KG: Unterfennberg Bauparzelle: 27, 80                                      |

Falls bei einem Baudenkmal keine Koordinaten bekannt sind, werden ersatzweise die Katasterdaten zum Zeitpunkt der Unterschutzstellung angegeben. Diese sind weder offiziell noch zwingend aktuell.
Die vom Landesdenkmalamt übernommenen Adressen können veraltet sein.
| Foto:   | Fotografie des Denkmals. Klicken des Fotos erzeugt eine vergrößerte Ansicht. Daneben finden sich zwei Symbole: |
| ID      | Identifikator beim Südtiroler Landesdenkmalamt                                                                 |
| KG      | Katastralgemeinde                                                                                              |
| MD      | Ministerialdekret                                                                                              |
| BLR-LAB | Beschluss der Landesregierung – Landesausschussbeschluss                                                       |